# Lietzenhütte

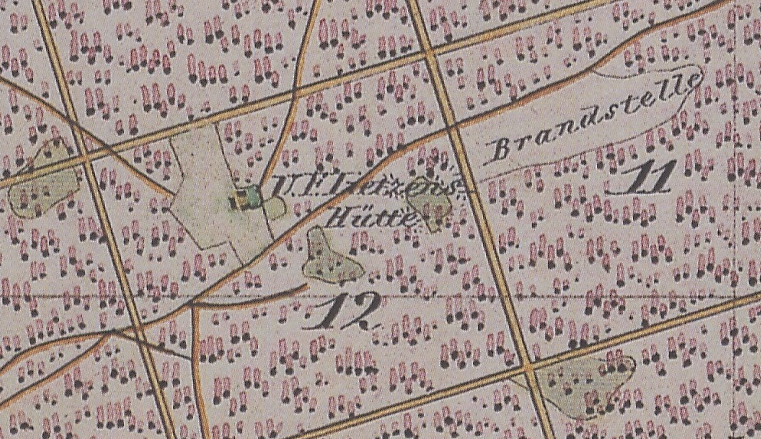
Lietzenhütte auf dem Urmesstischblatt 3440 Premnitz von 1840

Lietzenhütte (auch Lietzenshütte) war eine 1723 erstmals urkundlich erwähnte Teerhütte in der Königsheide nordöstlich von Döberitz, einem Ortsteil der Stadt Premnitz im Landkreis Havelland (Brandenburg). 1821 ist das Gehöft mit Wohnhaus und zwei Wirtschaftsgebäuden als Unterförsterei dokumentiert. 1911 wurde die Unterförsterei nach Döberitz verlegt. Das Gehöft wurde wohl zwischen 1911 und 1922 abgerissen.

## Lage
Lietzenhütte lag 4,3 km nordöstlich vom Ortskern von Döberitz und 4 km südwestlich von Bamme mitten in der Königsheide. Die Königsheide war ein größeres Waldgebiet zwischen Rathenow, Premnitz und Bamme im Lkr. Havelland, Brandenburg. Er war einer der drei Teeröfen, neben Königshütte (oder Adermannshütte) und Spolierenberg, die zur Mitte des 18. Jahrhunderts in der Königsheide in Betrieb waren.

## Geschichte
1707 wollten die Brüder Drust aus Premnitz einen Teerofen am sogenannten Riepers Fenn aufbauen; vermutlich scheiterte der Bau jedoch am Widerstand der zwei bereits bestehenden Teeröfen, Adermannshütte und Spolierenberg. Der Bau wurde letztendlich doch genehmigt, denn 1723 war er bereits in Betrieb und gehörte einem A. Lietze, einem Bürger von Premnitz. Der Name ist selbstredend von diesem ersten Besitzer abgeleitet. Wann der Teerofen eingegangen ist, ist nicht bekannt. Er ist nicht im Schmettauschen Kartenwerk von 1767/87 verzeichnet. Ab 1821 ist Lietzenhütte als Unterförsterei dokumentiert. Sie bestand damals aus einem Wohnhaus. 1860 standen hier das Wohnhaus des Unterförsters und zwei Wirtschaftsgebäude. 1911 wurde die Unterförsterei nach Döberitz verlegt. In der TK 25 3440 Premnitz (gedruckt 1934, mit einzelnen Nachträgen von 1922!) ist das Gehöft nicht mehr eingezeichnet. Das bedeutet, dass es zwischen 1911 und 1922 verschwunden sein muss.